# Шамбато
Шамбато — река в Таймырском Долгано-Ненецком районе Красноярского края, левый приток реки Енисея. Образуется слиянием Левого Шамбато и Правого Шамбато примерно в 10 км от устья. Длина реки составляет 40 км.
В Шамбато впадают два безымянных притока: в 10 км по левому берегу, длиной 33 км и в 23 км по правому, длиной 11 км. Шамбато впадает в Енисей на расстоянии 92 км от устья, севернее озера Прибрежное.
По данным государственного водного реестра России относится к Енисейскому бассейновому округу. Код водного объекта 17010800412116100114799.